# Serdity (1941)
El destructor Serdity (en ruso: Сердитый, lit. 'Enfurecido') fue uno de los dieciocho destructores de la clase Storozhevoy (oficialmente conocidos como Proyecto 7U) construidos para la Armada Soviética a finales de la década de 1930. Aunque comenzó la construcción como un destructor de la clase Gnevny, el Serdity se completó en 1941 con el diseño modificado del Proyecto 7U.
Srirvió en la Flota del Báltico, donde participó en operaciones de colocación de minas después del inicio de la invasión alemana de la Unión Soviética (Operación Barbarroja) en junio de 1941. El Serdity se enfrentó a varios dragaminas alemanes en el estrecho de Irbe el 6 de julio sin resultado, y el 18 de julio resultó dañado por un ataque aéreo amigo. Mientras estaba anclado frente a Hiiumaa al día siguiente, fue hundido por bombarderos alemanes. Los supervivientes fueron rescatados por otros destructores y lo que quedaba del barco fue desguazado en la posguerra.

## Diseño y descripción
Originalmente construido como un buque de Clase Gnevny, el Serdity y sus buques gemelos se completaron con el diseño modificado del Proyecto 7U después de que Iósif Stalin, Secretario General del Partido Comunista de la Unión Soviética, ordenara que estos últimos se construyeran con las calderas dispuestas en escalón, en lugar de estar enlazadas como en los destructores de la clase Gnevny, de modo que el barco aún pudiera moverse con una o dos calderas desactivadas.
Al igual que los destructores de la Clase Gnevny, los destructores del Proyecto 7U tenían una eslora de 112,5 metros y una manga de 10,2 metros, pero tenían un calado reducido de 3,98 metros a plena carga. Los barcos tenían un ligero sobrepeso, desplazando 1727 toneladas con carga estándar y 2279 toneladas a plena carga. 
La tripulación de la clase Storozhevoy ascendía a 207 marineros y oficiales en tiempo de paz, pero podía ahumentar hasta los 271 en tiempo de guerra, ya que se necesitaba más personal para operar el equipo adicional. Cada buque tenía un par de turbinas de vapor con engranajes, cada una impulsando una hélice, diseñada para producir 54.000 C.V en el eje utilizando vapor de cuatro calderas de tubos de agua, que los diseñadores esperaban superaría los 37 nudos (69 km/h) de velocidad de los Project 7 porque había vapor adicional disponible. El propio Skory solo alcanzó los 36,8 nudos (68,2 km/h) durante sus pruebas de mar en 1943. Las variaciones en la capacidad de fueloil significaron que el alcance de los destructores de la clase Storozhevoy varió de 1380 a 2700 millas náuticas (2560 a 5000 km) a 19 nudos (35 km/h).
Los buques de la clase Storozhevoy montaban cuatro cañones B-13 de 130 milímetros en dos pares de monturas individuales superfuego a proa y popa de la superestructura. La defensa antiaérea corría a cargo de un par de cañones 34-K AA de 76,2 milímetros en monturas individuales y tres cañones AA 21 K de 45 milímetros, así como cuatro ametralladoras simples DK o DShK AA de 12,7 milímetros. Llevaban seis tubos lanzatorpedos de 533 mm en dos montajes triples giratorios en medio del barco. Los buques también podían transportar un máximo de 58 a 96 minas y 30 cargas de profundidad. Estaban equipados con un juego de hidrófonos Marte para la guerra antisubmarina, aunque estos eran inútiles a velocidades superiores a tres nudos (5,6 km/h).

## Historial de combate
El Serdity se inició su construcción en el astillero n.º 189 (Sergo Ordzhonikidze) en Leningrado el 25 de octubre de 1936 como un destructor de la  clase Gnevny con el nombre de Likhoy. El 15 de octubre de 1938, fue reconstruido como un destructor del Proyecto 7U y botado on 21 de abril de 1939. El barco pasó a llamarse Serdity el 25 de septiembre de 1940 antes de ser aceptado por una comisión estatal el 15 de octubre, aunque no se unió oficialmente a la Flota del Báltico hasta el 12 de abril de 1941, cuando se izó a bordo la bandera naval soviética.
En los días posteriores al comienzo de la Operación Barbarroja, la invasión alemana de la Unión Soviética, el destructor Serdity participó en la instalación de minas con sus buques gemelos de la 2.ª División los días 24 y 26 de junio. El destructor se trasladó al norte hacia la rada de Kuivastu el 27 de junio debido al avance alemán, y después de la partida del resto del Destacamento de Fuerzas Ligeras hacia Tallin, se quedó para defender el golfo de Riga con su gemelo el Silny y el viejo destructor Engels. El destructor utilizó 115 proyectiles de 130 mm durante la Batalla del estrecho de Irbe del 6 de julio contra el buque de apoyo del buscador de minas alemán Minenräumschiff-11 (el antiguo Osnabrück) y sus dragaminas adjuntos. Debido a un oficial de artillería sin experiencia que no pudo distinguir la caída de los proyectiles del Silny de los de su propio barco, todos los proyectiles fallaron.
Participó en un ataque fallido contra un grupo de lanchas de desembarco alemanas frente a la desembocadura del río Daugava el 13 de julio. Bajo la bandera de combate del comandante del destacamento de las Fuerzas Ligeras el contraalmirante Valentín Drozd, el Serdity y el destructor Steregushchy cubrieron la instalación de campos de minas por los barcos de guardia Tucha y Sneg el 18 de julio. A las 14:00h de ese mismo día regresó a la rada de Kübassaare cerca de Saaremaa, pero rápidamente se vio obligado a dar la vuelta después de recibir un mensaje de que se había detectado un convoy alemán. Debido a la falta de coordinación con la Aviación Naval Soviética, ambos destructores sufrieron un ataque aéreo amigo y a las 15:31h una bomba lanzada por un bombardero Túpolev SB explotó cerca del Serdity, matando a uno e hiriendo a tres marineros y dejando fuera de uso una de sus calderas y ambos telémetros en la torre de mando. El Steregushchy, que escapó ileso, se enfrentó a las escoltas del convoy alemán, pero el Serdity solo pudo unirse a la lucha a las 17:24h cuando ya habían perdido de vista el convoy. Después de escapar sin daños graves de un bombardeo alemán en el viaje de regreso, el Serdity ancló en la rada de Heltermaa frente a Hiiumaa el 19 de julio.
Ese día fue atacado repentinamente por cuatro bombarderos Junkers Ju 88 del Kampfgruppe 806 mientras estaba anclado. Los esfuerzos para generar vapor resultaron inútiles y una de sus calderas fue destruida por una bomba que penetró en la cubierta, dejándole sin electricidad. Una segunda bomba agujereó el casco y desplazó el combustible de sus tanques, provocando un incendio que envolvió la superestructura delantera y ambas salas de calderas delanteras. Aunque la tripulación inundó el cargador de popa de proyectiles de 130 mm, el control de daños se vio obstaculizado por la falta de potencia eléctrica. El fuego se extendió a popa y provocó la explosión de municiones y cargas de profundidad, destruyendo la sección de popa. Debido a la poca profundidad del fondeadero, el casco rodó a estribor y permaneció por encima del agua. El destructor permaneció a flote durante poco más de una hora después del ataque aéreo, y el Steregushchy y el destructor Gordy evacuaron a los supervivientes. Un total de 35 tripulantes murieron y más de 30 resultaron heridos durante el hundimiento. Lo que quedó del casco fue destruido por la explosión de los cargadores de proa. El destructor fue oficialmente dado de baja de la Armada Soviética el 27 de julio. Después de la guerra, los restos del pecio se reflotaron en pedazos y se remolcaron a Tallin para ser desguazados entre 1949 y 1952.